# Paddenstoelrots

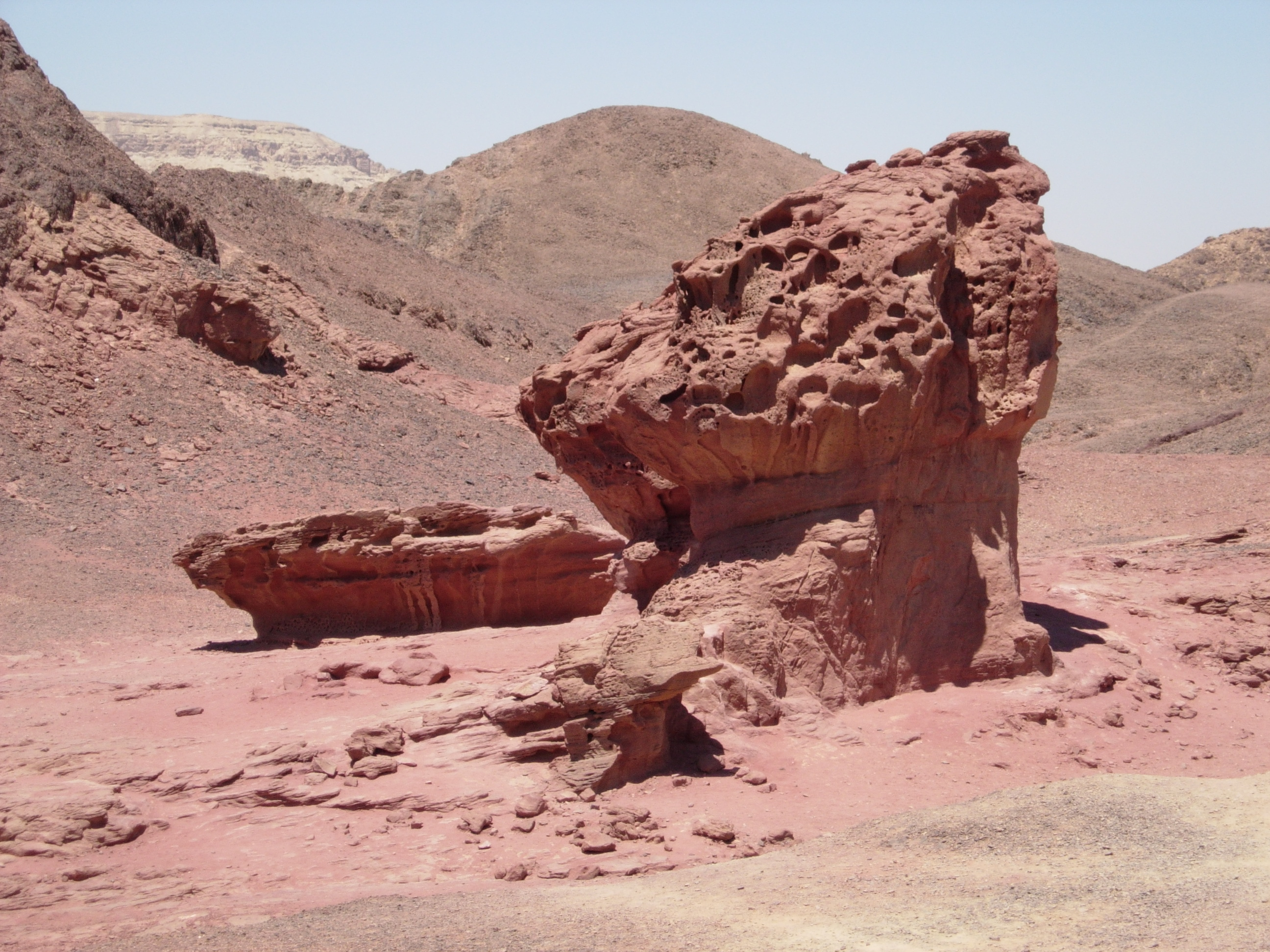
Paddenstoelrots

Paddenstoelrotsen zijn rotsen die door erosie de vorm van een paddenstoel hebben gekregen. Men noemt dit corrasie. Deze rotsen staan in de regel in de woestijn waar zij boven de omgeving uit steken. Door de inwerking van zand en wind, slijt de onderkant steeds verder af. Dit komt doordat zandkorrels bij hoge windsnelheden tot maximaal twee meter boven de grond worden opgetild. Hierdoor wordt enkel de basis van de rots aangetast.
In de Verenigde Staten komen ze onder meer voor in Monument Valley en Valley of the Gods.